# Euphorbia stevenii
Euphorbia stevenii là một loài thực vật có hoa trong họ Đại kích. Loài này được F.M.Bailey mô tả khoa học đầu tiên năm 1910.

## Hình ảnh

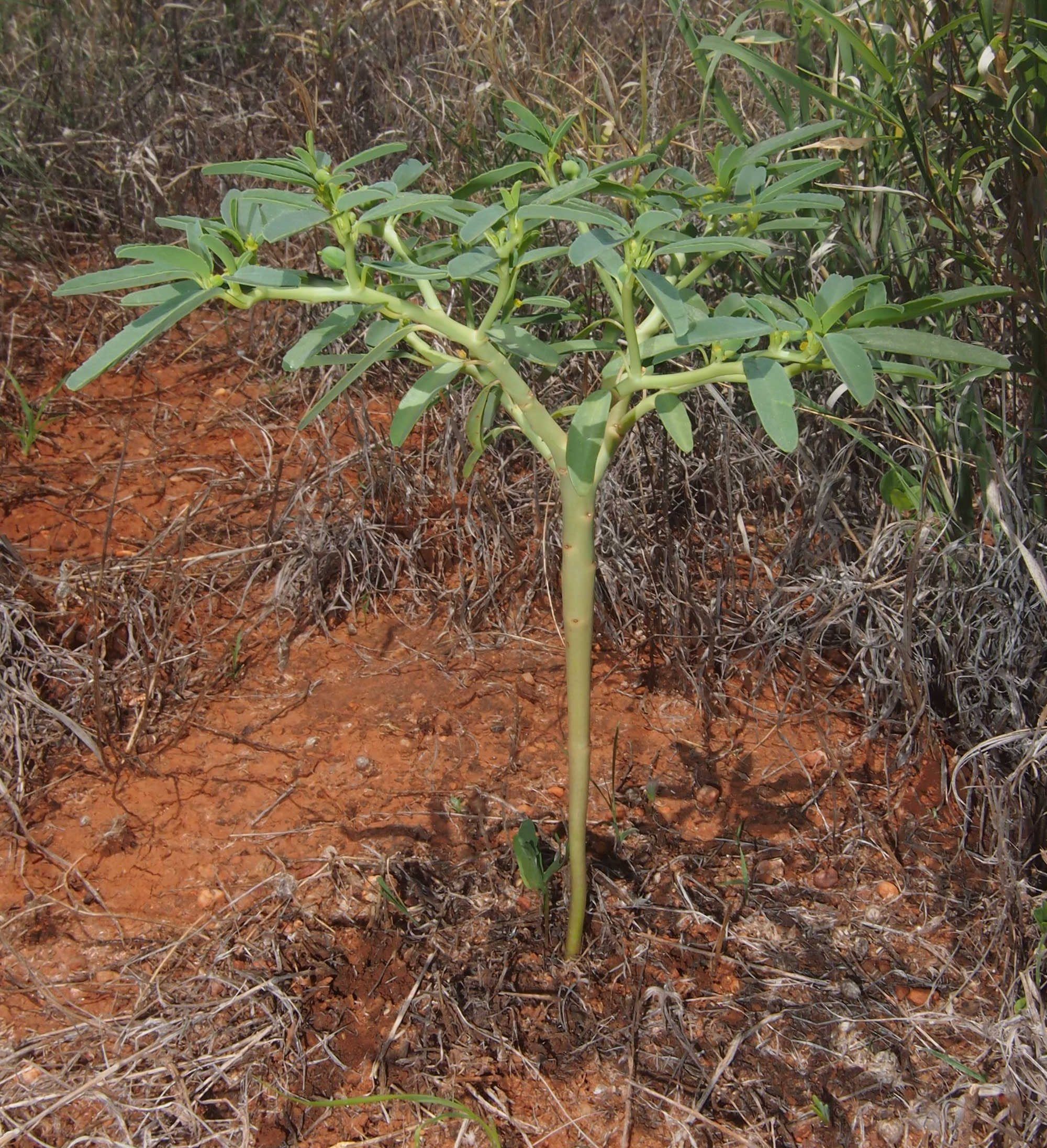
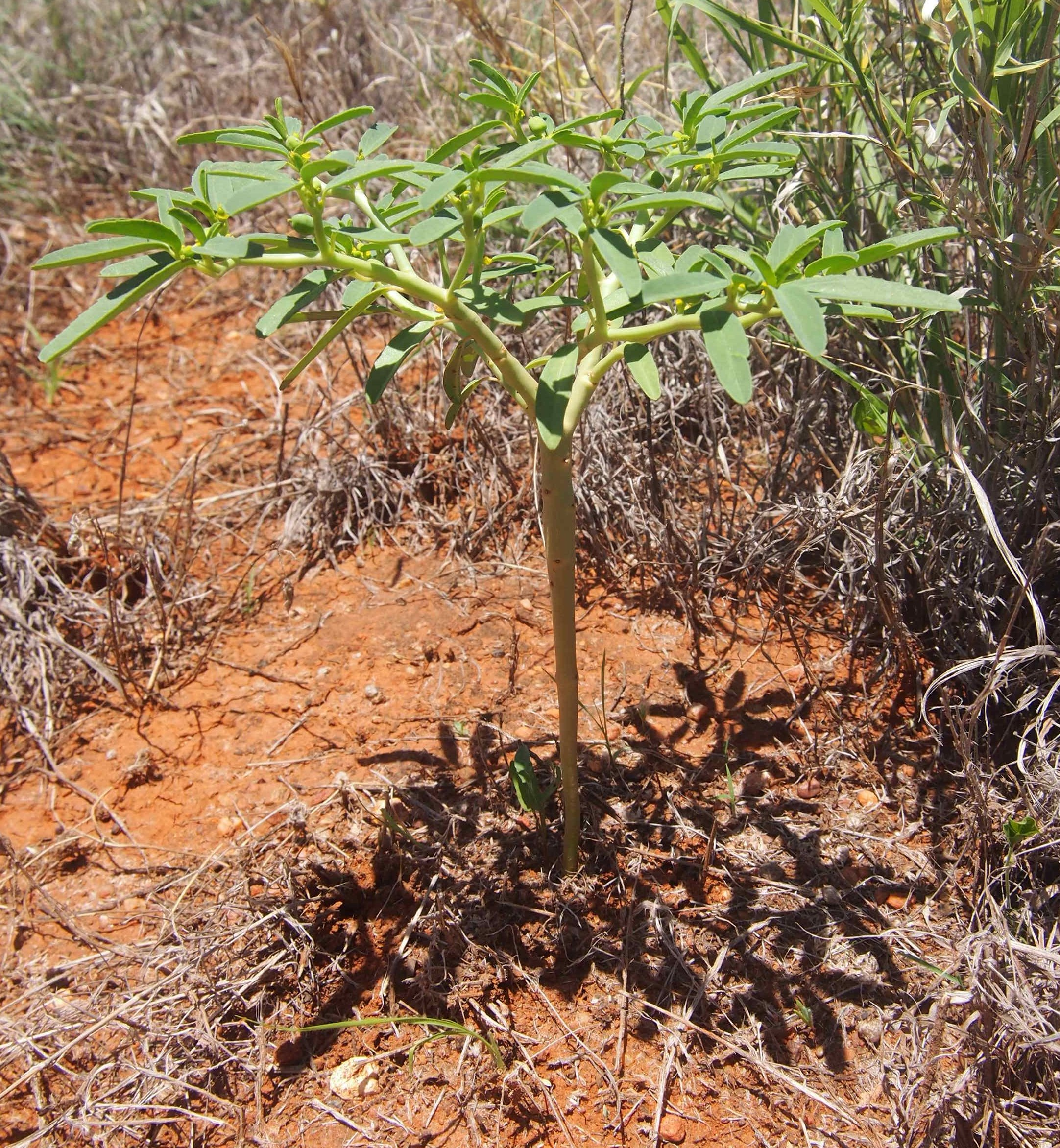